# Saint Luke (Dominica)
Saint Luke é uma paróquia de Dominica.
Sua principal cidade é Pointe Michel.